# Дасара
Дасара (Dasara) — одне з найважливіших свят, що святкуються в Індії та інших індуїстських країнах; у деяких частинах Індостану свято триває 10 днів. Це свято часто розглядається як кінцева стадія фестивалю Наваратрі та символізує перемогу добра над лихом. За формою святкування дуже різноманітне, воно може включати від поклоніння богині Чамунді (Дурґа), до демонстрації кольорових іграшок.
За легендою традиція виставлення кольорових іграшок, відомих як голу (в деяких районах колу), походить від легенди про богиню Дурґа, для надання сили якій у важливій битві, інші боги віддали їй свою силу, а самі перетворилися на іграшок. Таким чином, традиція зображення богів у вигляді іграшок є вшануванням цих подій.
В штаті Махараштра свято проводиться на десятий день місяцю Ашвін (біля жовтня) за індуїстським календарем. На останній день цього періоду (власне Дасара), встановлюються та занурюються у воду статуї богів. Цей день також символізує перемогу Рами над Паваною. У цей день люди відвідують один одного та обмінюються солодощами. Також у цей день індуси поклоняються дереву Аапта та обмінюються його листям, відомим як «золоте листя», що є символом багатства та побажання успішного майбутнього. З цією традицією також пов'язано кілька легенд, з одною з яких Паванда сховав у ньому свою зброю під час вигнання. Також в Махараштрі існує традиція ритуально перетинати межі свого поселення — церемонія, відома як «сімолангхан».
Свято закінчується фестивалем Віджаядашамі. В Майсурі на цей день існує традиція проведення великих процесій вулицями міста зі статуєю Чамунди на слоні, ця традиція походить з часів Майсурського королівства. Того ж часу багато подій проводиться у палаці міста. Традиція великих процесій також була перейнята мешканцями Карнатаки.

## Ресурси Інтернету
- Dasara Rituals and Customs [Архівовано 14 лютого 2014 у Wayback Machine.]
- Mysore Dasara